# Рагу по-карельски
Рагу по-карельски (тушёное мясо по-карельски, жарко́е по-карельски) (фин. karjalanpaisti) — это традиционное праздничное блюдо карельской кухни, широко распространённое в Финляндии и ставшее одним из символов национальной кухни восточной Финляндии, наряду с карельскими пирожками.
В 2007 году рагу по-карельски было признано народным блюдом Финляндии в голосовании читателей газеты Iltalehti, а в 2017-м в конкурсе «Национальное блюдо Финляндии» завоевало второе место.
Представляет собой комбинацию разных видов нарезанного довольно крупными кусками мяса (баранина, свинина, говядина), которое тушится при достаточно низкой температуре (120°) в печи или духовке в течение нескольких часов. В блюдо обязательно добавляют лук, перец, соль, однако существует широкий спектр необязательных компонентов, среди которых лавровый лист, морковь и другие корнеплоды (сельдерей, брюква).